# Nicosia (Sicília)

Ubicació de Nicosia (Sicília) dins la província

Nicosia  (sicilià Nicusìa) és un municipi italià, dins de la província d'Enna. L'any 2007 tenia 14.726 habitants. Limita amb els municipis de Calascibetta, Castel di Lucio (ME), Cerami, Gagliano Castelferrato, Gangi (PA), Geraci Siculo (PA), Leonforte, Mistretta (ME), Nissoria, Sperlinga i Agira.

## Fills il·lustres
- Pietro Vinci (1525-1584) fou un compositor i madrigalista.

## Administració
| Període | Identitat         | Partit         |
| ------- | ----------------- | -------------- |
| 2008-   | Antonello Catania | Centreesquerra |

## Galeria d'imatges

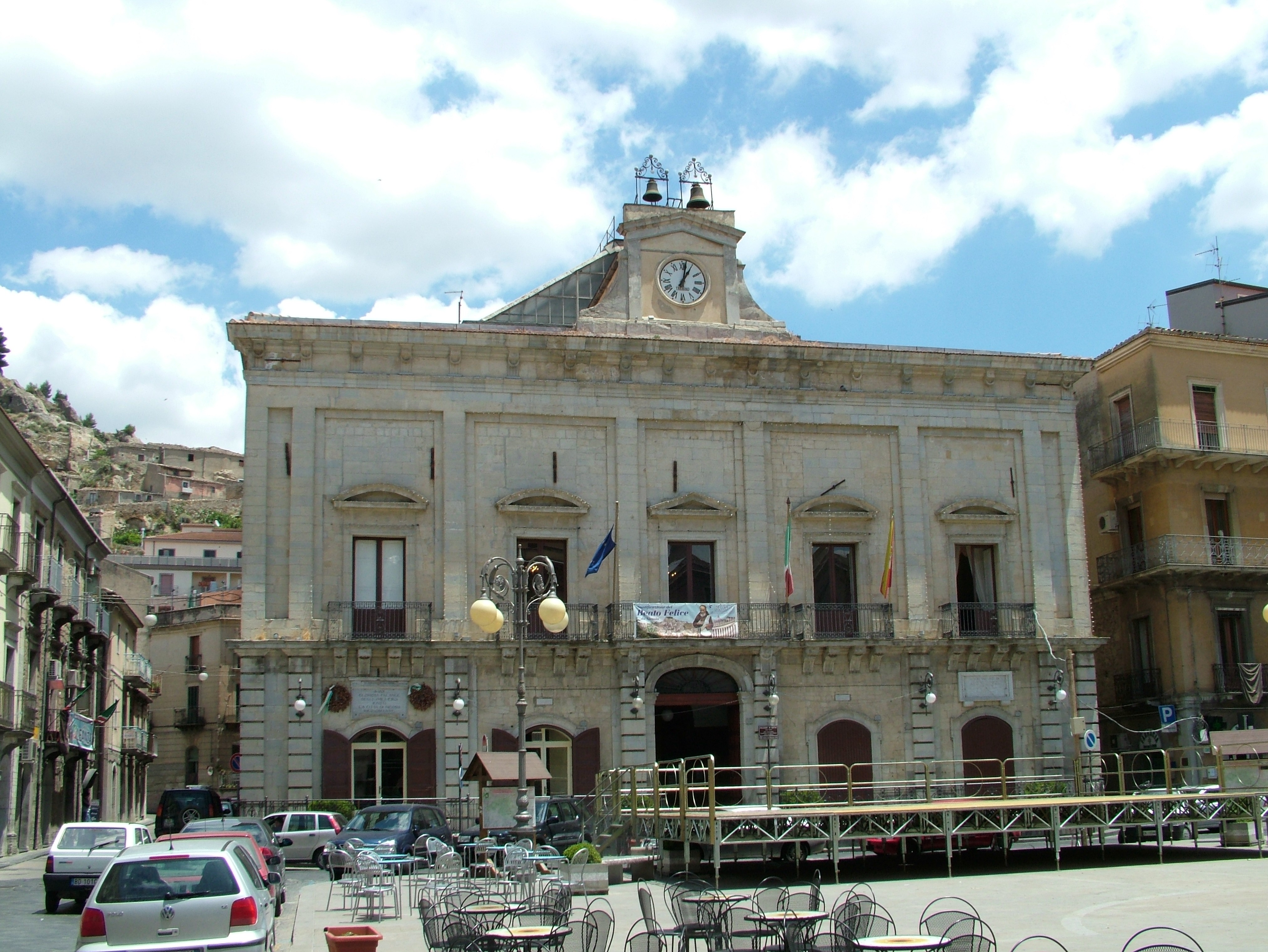
Ajuntament
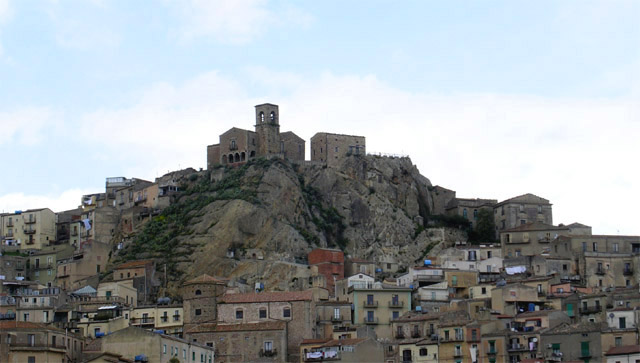
Església San Salvatore
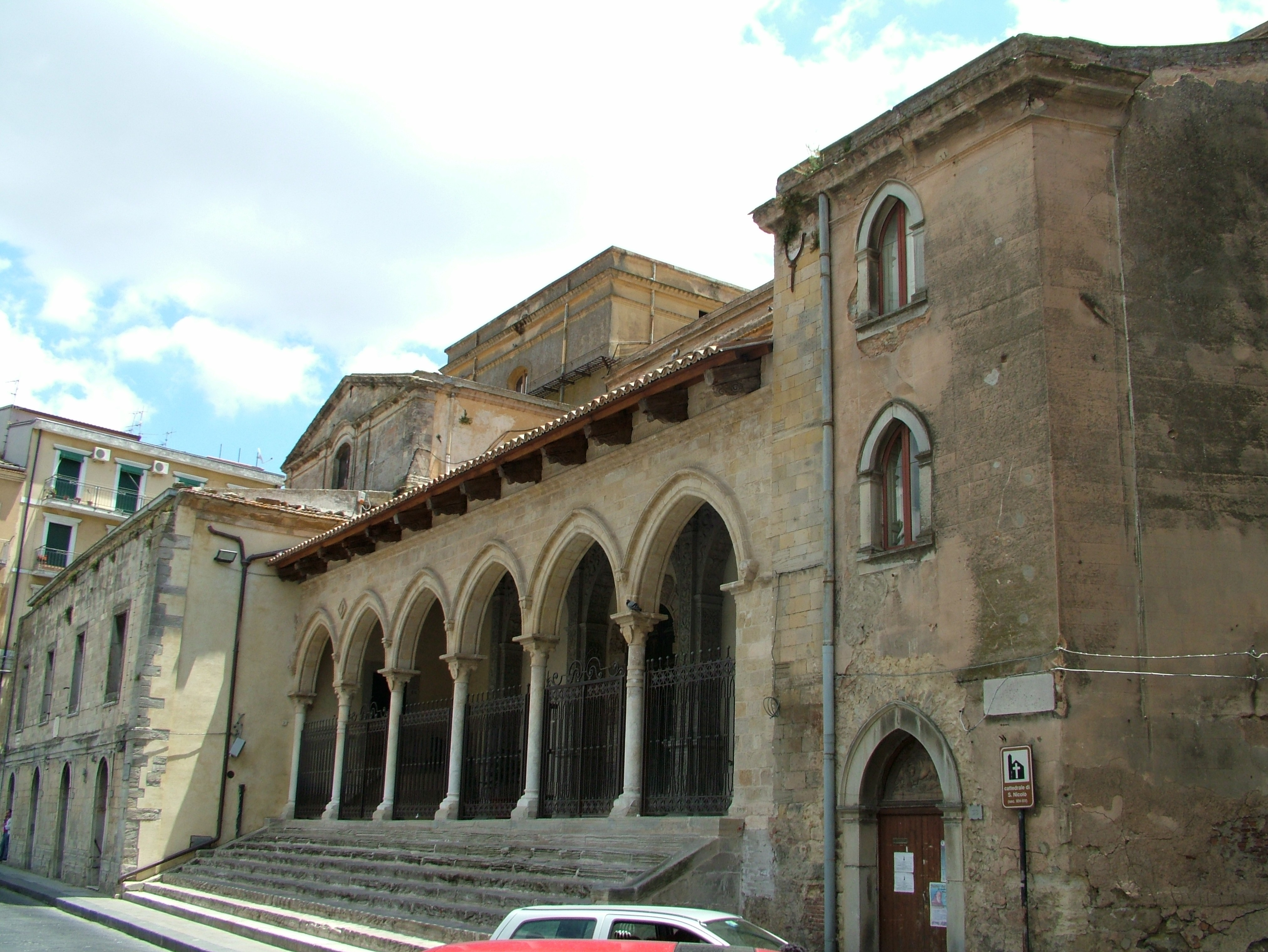
Catedral San Nicolò